# Григурко Іван Сергійович
Іван Сергійович Григурко (15 лютого 1942 , Волярка, Красноокнянський район, Одеська область, Українська РСР, СРСР  — 21 серпня 1982 , Миколаїв ) — український прозаїк, публіцист, член Спілки письменників України.

## Біографія
Народився 15 лютого 1942 року в селі Волярці Трансністрія в сім'ї колгоспника. Батько загинув на фронтах Великої Вітчизняної війни, мати померла, коли хлопчикові було три роки. Виховувався і навчався у дитячому будинку, а влітку, на канікулах, жив на селі у дідуся та бабусі.
Згодом Іван Григурко напише: «Я особисто схиляюся перед старими людьми. У наших дідусях і бабусях — жива віковічна мудріть, вони можуть сказати щось велике і значне, хоч на зовнішній позір і не злободенне… На моє глибоке переконання, таку тенденцію варто не засуджувати, а навпаки — підохочувати, бо в ній — і живий зв'язок поколінь, і вдячність молоді перед старістю…»[джерело?].
У 1958 році закінчив Одеський фінансово-кредитний технікум. Проходив строкову службу в Радянській армії, де почав друкуватися. Після армійської служби І. Григурко вступив до Одеського університету на філологічний факультет. На студентській лаві відбувається формування Івана Сергійовича як майбутнього письменника. Його вчителем і порадником став доктор філологічних наук Василь Фащенко, відомий літературознавець і критик. Викладач навчав студентів не копіювати життя, не йти шляхами інших письменників, хай навіть і геніальних, а мати своє світобачення, власне відчуття дійсності. Цієї настанови прозаїк дотримувався протягом усієї творчості. Одержавши диплом філолога, І. Григурко за направленням якийсь час працює у редакціях херсонських газет «Ленінський прапор» та «Наддніпрянська правда». 
21 серпня 1982 року, в 40-річному віці, він помер від важкої хвороби. Похований на міському кладовищі. Автор пам'ятника на могилі - український скульптор Щур Володимир Іванович (скульптор). 

## Творчість
Перша повість «Роса» опублікована в журналі «Дніпро» у 1970 році. Потім вийшли повісті «Гавертій» та «Путина». 
За роман «Канал», опублікований у 1974 році, у 1976 році був удостоєний Республіканської комсомольської премії імені Миколи Островського. Твір був перекладений російською, німецькою, болгарською та іншими мовами. Наступні романи: «Далекі села» (1978), «Ватерлінія» (1982), «Червона риба» (надрукований по смерті автора у 1984 році).
Різні проблеми ставить прозаїк у своїх творах. Це і безкомпромісна боротьба за збереження природного середовища, за примноження народного добра, і становлення характеру молоді в сучасному неспокійному світі, і утвердження вічних моральних цінностей, і невтомні пошуки людини творця. Звучить і тема споживацького ставлення до життя, бажання людини діяти бездумно, не замислюючись про наслідки скоєного.
Роман Івана Григурка «Червона риба», який побачив світ уже після смерті автора, звучать як пересторога людству перед лицем екологічної катастрофи, яка насувається на нашу планету.
Невеличка повість «Роса» вже першими рядками засвідчила те, що в літературу ввійшов письменник із власним світобаченням і оригінальним талантом. Роман «Канал» (1974 р.) — приніс молодому прозаїку визнання не лише в Україні, а й за її межами. Твір був перекладений російською, німецькою, болгарською та іншими мовами. Юнацьке захоплення життям самого автора знайшло відображення у характерах будівників каналу: вони розкриваються, насамперед, у праці, у ставленні до неї і, як наслідок, один до одного.

## Ознаки індивідуального стилю
Розмірковуючи над долею літератури, письменник накреслював собі широку програму. Література, на думку прозаїка, повинна відображати життя людей усіх професій, аби лиш  вони були непересічними, яскравими особистостями. Газетярська праця давала Григуркові змогу зустрічатися з рибалками в далекому морі, з меліораторами у безводному степу, з корабелами на стапелях, з працівниками села на колгоспних ланах.

## Твори
Повісті:
«Роса» (1969)
«Гавертій» (1971)
«Путина» (1973)
Романи:
- «Канал» (1974)
- «Далекі села» (1978)
- «Ватерлінія» (1982)
- «Червона риба» (опубл. у 1984)

## Екранізації
- «Канал» — фільм режисера Володимира Бортка, знятий в 1975 році. В головній ролі - Миколайчук Іван Васильович.